# Michael Rutz
Michael Rutz (* 10. Oktober 1951 in Coburg) ist ein deutscher Journalist. Er war Chefredakteur der Wochenzeitung Rheinischer Merkur bis zu deren Auflösung im November 2010. Seit 2011 ist er Geschäftsführender Gesellschafter der Prof. Rutz Communications GmbH, Berlin.

## Leben
Michael Rutz wurde am 10. Oktober 1951 in Coburg geboren. Nach dem Abitur absolvierte er ein Zeitungsvolontariat bei der Tageszeitung Neue Presse (Coburg). 1972 bis 1976 studierte er Wirtschafts- und Rechtswissenschaften an der Julius-Maximilians-Universität Würzburg und ist seit 1975 Mitglied der katholischen Studentenverbindung KDStV Thuringia Würzburg im CV. Von 1976 bis 1980 war er beim Bayerischen Rundfunk als Wirtschaftsredakteur im Hörfunk tätig. 1980 und 1981 war er Auslandskorrespondent Hörfunk (USA und Großbritannien). 1982 bis 1985 war er Referent des Rundfunkrats. 1985 wurde Michael Rutz Leiter der Wirtschaftsredaktion Hörfunk des BR. Von 1987 bis 1989 war er stv. Chefredakteur des BR Fernsehens und Leiter der Hauptabteilung Politik und Zeitgeschehen.
1989 wurde er Chefredakteur von Sat.1. 1994 wechselte er zum Rheinischen Merkur, wo er bis zur Einstellung 2010 als Chefredakteur und seit 2002 auch als Programmgeschäftsführer von Merkur-TV (www.merkur.tv) tätig war, seit 2004 auch als Herausgeber der Filmzeitschrift film-dienst und des Medienfachdienstes Funkkorrespondenz. Seit 2011 ist er geschäftsführender Alleingesellschafter einer Werbeagentur in Egestorf. Er war Honorarprofessor an der Hochschule für Wirtschaft und Technik in Mittweida im Fachbereich Medientechnik.

## Familie
Michael Rutz ist verheiratet, Vater von drei Kindern und lebt mit seiner Familie in Egestorf in der Lüneburger Heide.

## Dokumentationen
Er ist Autor zahlreicher politischer Fernseh-Dokumentationen:
- Schäubles Fall (ARD, 2001)
- Helmut Kohl – Ein deutscher Kanzler (ARD, 2003 zusammen mit Stephan Lamby)[4][5]
- Das Stinnes-Imperium (WDR, 2005)
- Merkels Macht – auf den Spuren der Kanzlerin (ARD, 2008, zusammen mit Stephan Lamby),
- Das Rote Atom (NDR, 2008)
- Traumberuf Diplomat? (ARD, 2009, zusammen mit Silke Gondolf).

## Mitgliedschaften
Rutz war Mitglied im Lenkungsausschuss des deutsch-russischen Petersburger Dialogs und Vorstandsmitglied des Deutsch-Russischen Forums. Von Dezember 2017 bis Mai 2925 war er Präsident der Guardini-Stiftung in Berlin.

## Schriften
- Aufbruch in der Bildungspolitik. Roman Herzogs Rede und 25 Antworten. München 1997, ISBN 3-442-15001-9.
- mit Manfred Alflen et al.: Die Byte-Gesellschaft. Informationstechnologie verändert unser Leben. München 1999, ISBN 3-7892-8011-9.
- mit Ludger Kühnhardt: Die Wiederentdeckung Europas. Ein Gang durch Geschichte und Gegenwart. Stuttgart 1999, ISBN 3-421-05286-7.
- Gerechtigkeit ist möglich. Worauf es in Deutschland und der Welt ankommt. Herder, Freiburg 2015, ISBN 978-3-451-33535-8.
- (Hrsg.): Der Freiheit eine Gasse : was es heute zu verteidigen gilt. Herder, Freiburg/Basel/Wien 2016, ISBN 978-3-451-37595-8.
- Warum solidarisch? Zwischen Egoismus und Nächstenliebe. Herder, Freiburg 2017, ISBN 978-3-451-37809-6.
- Gefährdete Welt – Einsichten und Auswege. Herder, Freiburg 2018, ISBN 978-3-451-39986-2.
- Über Deutschland – Abstieg oder Aufbruch? Herder, Freiburg 2019, ISBN 978-3-451-39975-6.
- In Sorge um Europa – Bausteine für eine gemeinsame Identität. Herder, Freiburg 2019, ISBN 978-3-451-03249-3.
- Zurück zum Leben –  mit Corona. Sechs Kapitel Hoffnung. Herder, Freiburg ISBN 978-3-451-03314-8.
- Demokratie, ein Auslaufmodell? Vom Besten des Mangelhaften. Herder, Freiburg 2022, ISBN 978-3-451-03362-9.
- Freiheit oder Diktatur? Russlands Ukrainekrieg und wir. Herder, Freiburg 2022, ISBN 978-3-451-39665-6.
- Krieg! Und Frieden? Herder, Freiburg 2023, ISBN 978-3-451-39946-6.
- Zeitenwende! Impulse für eine starke Zukunft. Herder, Freiburg 2024, ISBN 978-3-451-03554-8.

## Auszeichnungen
- Ernst-Schneider-Preis 1978 und 1982
- Deutscher Mittelstandspreis 1987
- Bundesverdienstkreuz 1. Klasse 1999
- Hans-Klein-Medienpreis 2004